# Paraporatia racovitzai
Paraporatia racovitzai är en mångfotingart som beskrevs av Ceuca 1967. Paraporatia racovitzai ingår i släktet Paraporatia och familjen Mastigophorophyllidae. Inga underarter finns listade i Catalogue of Life.